# Lafarge
Lafarge, «Лафарж» — французская компания, крупный производитель строительных материалов. Штаб-квартира находилась в Париже. В 2015 году объединилась со швейцарской компанией Holcim, образовав Holcim Group.

## История

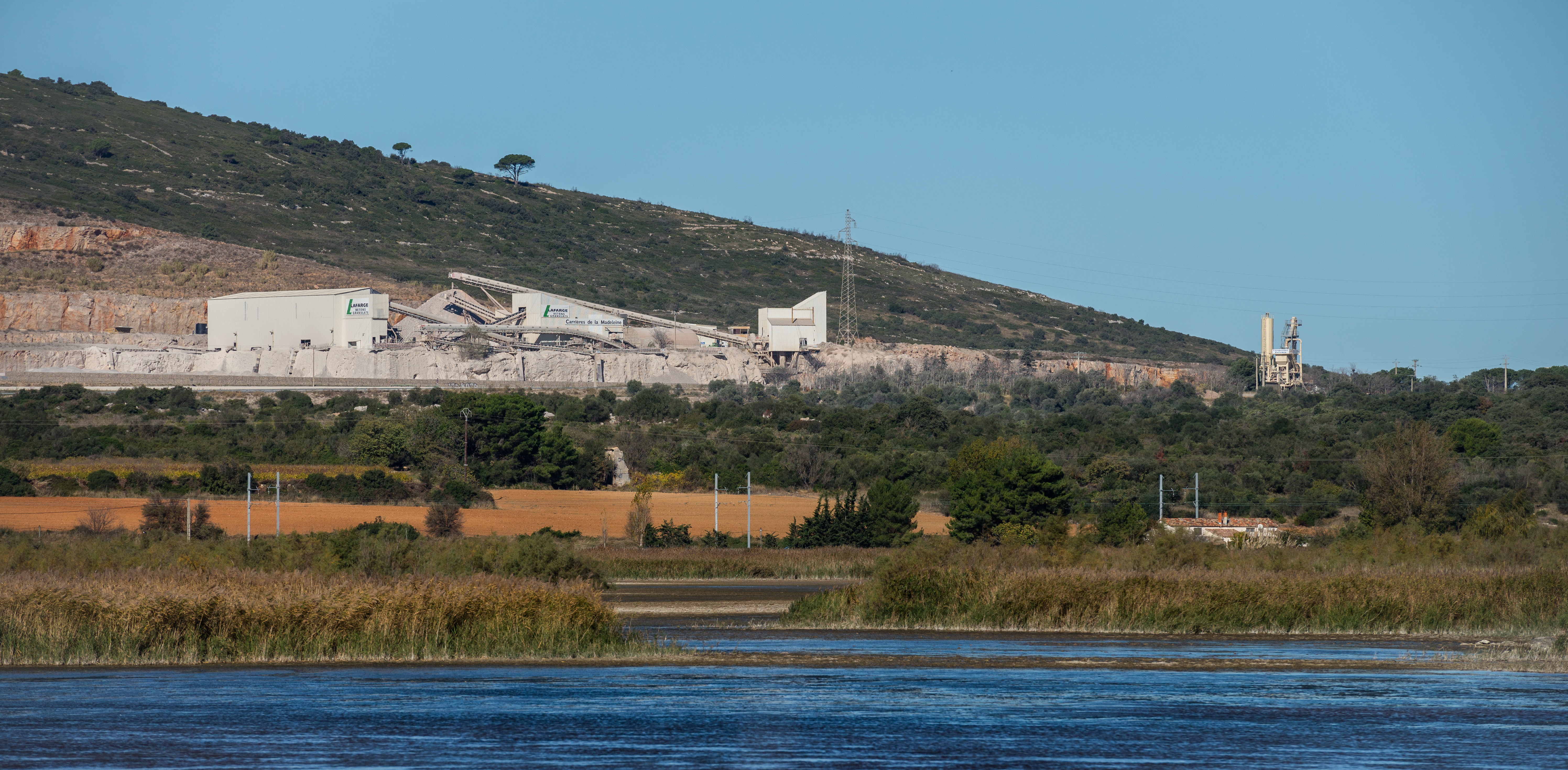
Карьер Ла Мадлен, Villeneuve-lès-Maguelone, Эро, Франция

История компании началась в 1833 году в городке Ле-Тей (департамент Ардеш) когда её основатель Огюст Павен де Лафарж начал разработку известняка и производство извести. Компания была поставщиком материалов для строительства Суэцкого канала.
Уже к 1930-м годам компания стала крупнейшим производителем цемента во Франции, а к концу века — и в мире.
В июне 2016 года Le Monde опубликовала материалы, свидетельствующие, что в период с 2013 по 2014 год Lafarge платила налоги в пользу ИГИЛ, чтобы продолжить работу цементного завода в Джалабии на севере Сирии. По мнению издания, компания косвенно финансировала джихадистов. 19 сентября 2014 года завод был захвачен ИГИЛ и деятельность Lafarge прекратилась. 28 июня 2018 года компании было предъявлено обвинение в соучастии в преступлениях против человечности и финансировании террористов. Сумма досудебного залога составила 30 млн евро.

### Слияния и поглощения
В 1981 году «Лафарж» приобрела компанию General Portland Inc, став одним из лидеров цементного рынка Северной Америки. В 2001 году была приобретена компания Blue Circle Industries (шестой в мире производитель цемента), после чего Lafarge вырвалась на лидирующие позиции в мире.
В конце 2007 года компания объявила о поглощении египетской цементной компании Orascom Cement Group, а в 2008 приобрела индийский бизнес компании Larsen&Turbo Ready Mix-Concrete (RMC) за $349 млн.
В 2015 году Lafarge объединилась с компанией Holcim в компанию LafargeHolcim.

## Собственники и руководство
Основные акционеры Lafarge — Groupe Bruxelles Lambert (21,1 %), NNS Holding (13,9 %), остальные акции находятся в свободном обращении.
Председатель совета директоров компании — Бертран Коломб. Президент — Бруно Лафон (Bruno Lafont).

## Деятельность
Предприятия группы Lafarge производят цемент (крупнейший производитель в мире), бетон и его заполнители, кровельные материалы, гипс. Предприятия компании расположены в 78 странах мира. Важнейшие конкуренты «Лафарж» — компании Cemex, HeidelbergCement.

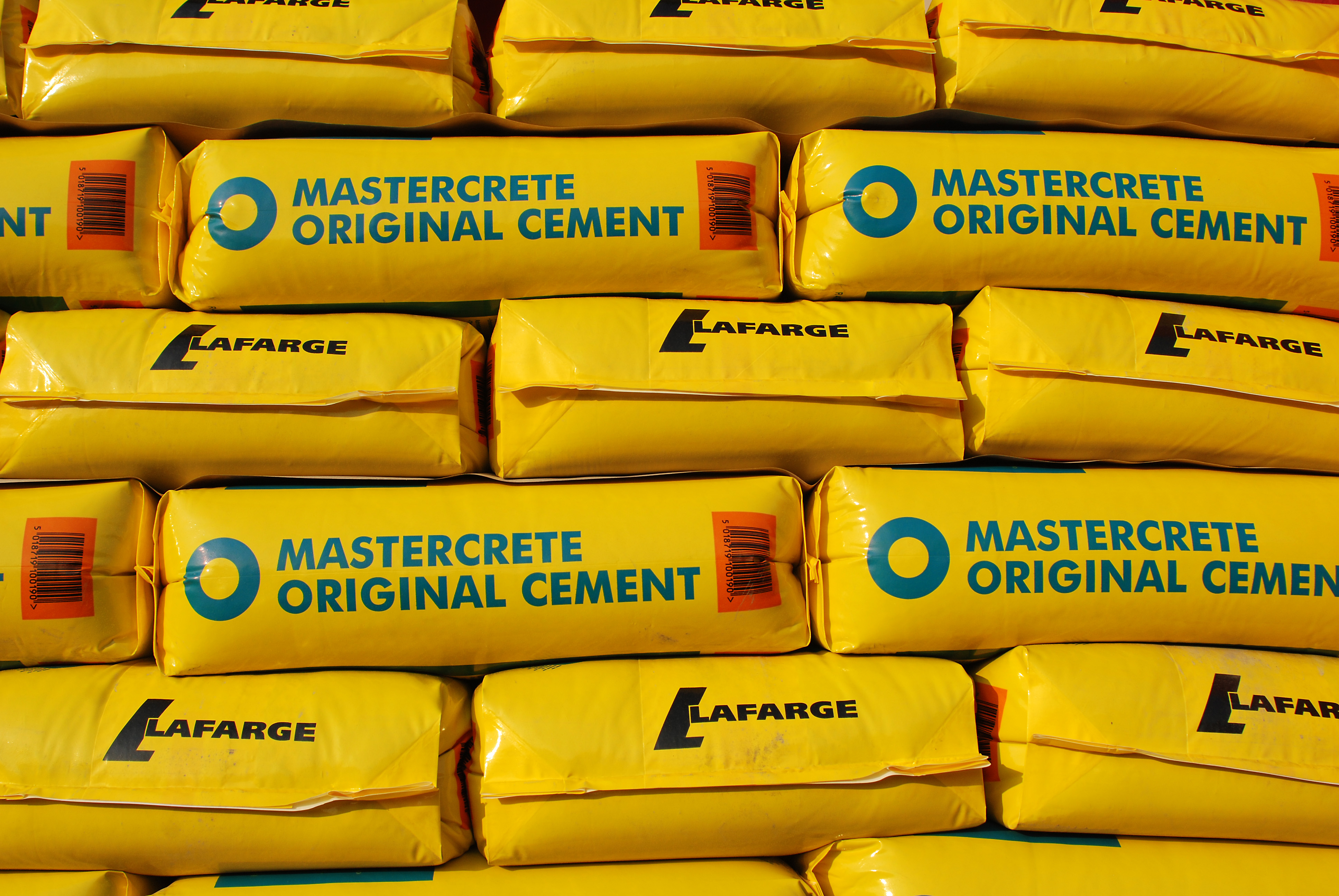
Продукция компании — цемент Lafarge

### Показатели деятельности
Численность персонала — 78,0 тыс. человек (2009 год). Продажи цемента в 2009 году составили 150,6 млн т, бетона — 37,2 млн т, заполнителя — 196 млн т.
Выручка компании в 2009 году составила 15,88 млрд евро (в 2008 году — 19,03 млрд евро), операционная прибыль — 2,25 млрд евро, чистая прибыль — 736 млн евро (в 2008 году — 1,60 млрд евро).

### Lafarge в России
В России Lafarge работает с 1995 года. По состоянию на 2018 год, после слияния с Holcim, управляла четырьмя цементными заводами: под именем Holcim Rus. С 2023 года, собственник всех этих заводов - компания "Цементум".
- Щуровский — Коломна, Московская область;
- Вольский — Вольск, Саратовская область;
- Ферзиковский — деревня Бронцы Ферзиковского района Калужской области;
- Воскресенский (законсервирован) — Воскресенск, Московская область.

В Карелии Lafarge имеет три карьера по производству щебня: «Голодай-Гора», «Большой Массив» и «Шокшинский кварцит» (законсервирован).
В ноябре 2007 года компания приобрела на аукционе за 700 млн руб. месторождение мергеля под Таганрогом (вблизи станции Матвеев Курган) и планировала построить поблизости цементный завод мощностью 1,2—1,8 млн тонн в год[значимость факта?].